# Kanton Pays de la Force
 Pays de la Force  is een kanton van het Franse departement Dordogne. Het kanton maakt deel uit van het arrondissement  Bergerac. Het telt 17.496 inwoners in 2018.
Het kanton werd gevormd ingevolge het decreet van 24  februari 2014 met uitwerking op 22 maart 2015 met Prigonrieux als hoofdplaats.

## Gemeenten
Het kanton Pays de la Force omvat volgende gemeenten:
- Bosset
- Le Fleix
- Fraisse
- Gardonne
- Ginestet
- La Force
- Lamonzie-Saint-Martin
- Lunas
- Monfaucon
- Prigonrieux
- Saint-Georges-Blancaneix
- Saint-Géry
- Saint-Laurent-des-Vignes
- Saint-Pierre-d'Eyraud